# Rozenburg (Haarlemmermeer)
Rozenburg is een plaats in de gemeente Haarlemmermeer in Noord-Holland. Het dorp ligt op de kruising Kruisweg (N196)-Aalsmeerderweg en verder noordwaarts langs de Aalsmeerderweg.
De plaats ligt tegen Schiphol aan, waardoor veel van de bebouwing inmiddels is verdwenen of heeft moeten plaatsmaken voor kantoren. Een uit 1926 stammend kerkgebouw, sinds enige tijd in het bezit van de Nederlands Gereformeerde Kerk Haarlemmermeer-Oostzijde, bleef echter nog lang staan. Na een onderhandeling van 14 jaar werd uiteindelijk in 2005 overeengekomen dat ook de kerk zou worden afgebroken, maar dat de luchthaven ter compensatie eerst een nieuw kerkgebouw voor de gemeente zou neerzetten in het naburige Rijsenhout. Het nieuwe kerkgebouw werd in oktober 2006 in gebruik genomen.
Wel staat er nog het voormalige station Aalsmeerderweg, dat al in 1936 sloot.
Plaatsen: Abbenes · Badhoevedorp · Beinsdorp · Buitenkaag · Burgerveen · Cruquius · Haarlemmerliede · Halfweg · Hoofddorp · Leimuiderbrug · Lijnden · Lisserbroek · Nieuw-Vennep · Rijsenhout · Rozenburg · Schiphol · Schiphol-Rijk · Spaarndam-Oost · Spaarnwoude · Vijfhuizen · Weteringbrug · Zwaanshoek · Zwanenburg

Gehuchten en buurtschappen: Aalsmeerderbrug · Boesingheliede · Cruquius-Oost · De Hoek · Huigsloot · 't Kabel · De Liede · Nieuwebrug · Nieuwe Meer · Oude Meer · Penningsveer · Schiphol-Oost · Vinkebrug · Vredeburg · Weberbuurt

Voormalige gemeente: Haarlemmerliede en Spaarnwoude

Noord-Holland: Steden en dorpen      Nederland: Provincies · Gemeenten